# إيرا ديفيس (لاعب كرة قاعدة)
إيرا ديفيس (بالإنجليزية: Ira Davis)‏ هو لاعب كرة قاعدة أمريكي، ولد في 8 يوليو 1870 في فيلادلفيا في الولايات المتحدة، وتوفي في 21 ديسمبر 1942 في بروكلين في الولايات المتحدة.

## وصلات خارجية
- إيرا ديفيس على موقعبيزبول رفرنس.كوم (الدوري الرئيسي) (الإنجليزية)
- إيرا ديفيس على موقعبيزبول رفرنس.كوم (الدوري الثانوي) (الإنجليزية)